# Nataxa flavescens
Nataxa flavescens – gatunek motyla z rodziny Anthelidae i podrodziny Anthelinae.

## Taksonomia
Gatunek ten opisany został w 1805 roku przez Francisa Walkera jako Perna flavescens.

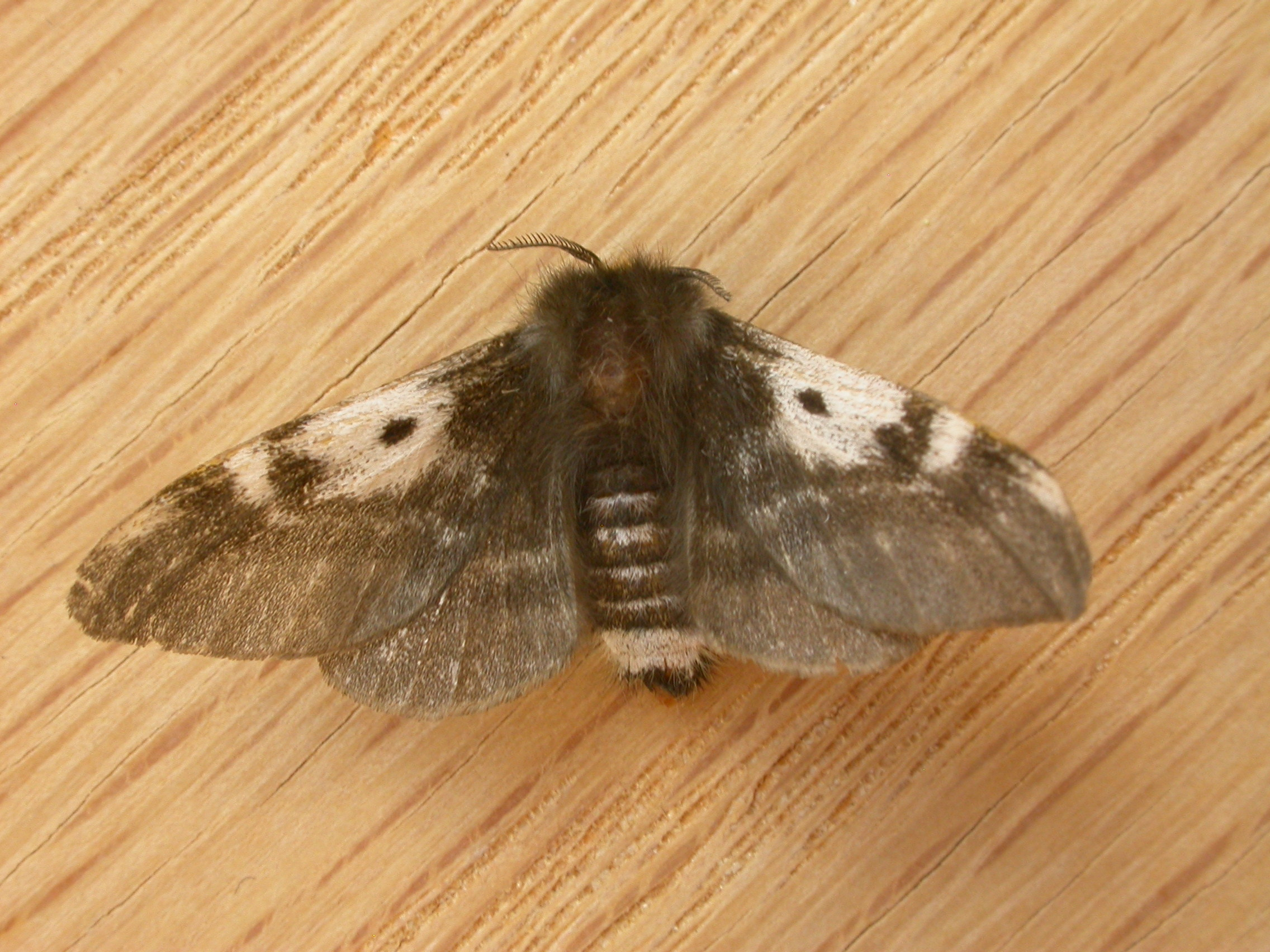
Samica

## Opis
Motyl ten osiąga od 30 do 40 mm rozpiętości skrzydeł. U samców skrzydła są brązowoczerwone z jasnożółtymi przepaskami. Samice są większe od nich, mają długie i ciężkie ciało, żółtą głowę, a skrzydła szarobrązowe z dużą białą plamą na przedniej parze, w której środku umieszczona jest czarna kropka. Odwłok samic opatrzony jest białą przepaską.
Gąsienica jest owłosiona. Tuż za głową ma dwie czarne plamki, a na końcu ciała czarny garbek.

## Biologia i ekologia
Imagines aktywne są nocą. Zasiedlają lasy. Rośliną pokarmową gąsienic są akacje.

## Rozprzestrzenienie
Gatunek endemiczny dla Australii, gdzie występuje od południowego Queensland przez Nową Południową Walię i Wiktorię po Tasmanię.